# أجوستينا بيلي
أجوستينا بيلي (بالإيطالية: Agostina Belli)‏ هي ممثلة إيطالية، ولدت في 13 أبريل 1947 في إيطاليا.

## وصلات خارجية
- أجوستينا بيلي على موقع IMDb (الإنجليزية)
- أجوستينا بيلي على موقع روتن توميتوز (الإنجليزية)
- أجوستينا بيلي على موقع ألو سيني (الفرنسية)
- أجوستينا بيلي على موقع تيرنر كلاسيك موفيز (الإنجليزية)
- أجوستينا بيلي على موقع أول موفي (الإنجليزية)
- أجوستينا بيلي على موقع قاعدة بيانات الأفلام السويدية (السويدية)
- أجوستينا بيلي على موقع ديسكوغز (الإنجليزية)
- أجوستينا بيلي على موقع قاعدة بيانات الفيلم (الإنجليزية)
- أجوستينا بيلي على موقع كينوبويسك (الروسية)